# Sarah Gadon

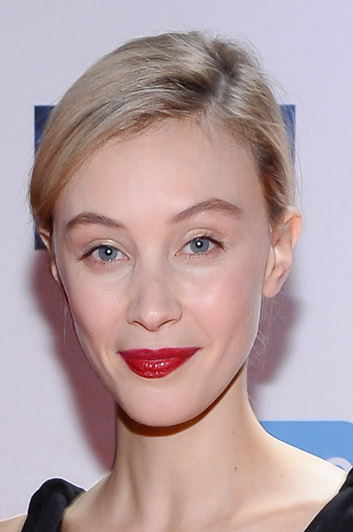
Sarah Gadon (2018)

Sarah Gadon (* 4. April 1987 in Toronto, Ontario) ist eine kanadische Schauspielerin.

## Leben und Karriere
Ihre Eltern und ihr älterer Bruder ermutigten Sarah Gadon, eine Karriere als Schauspielerin zu versuchen. Sie debütierte 1998 als Zehnjährige in einer Folge der kanadischen Fernsehserie Nikita. Es folgten weitere Gastauftritte in Fernsehserien und im Jahr 2000 eine größere Rolle in der Fernsehkomödie Das zweite Ich, für die sie 2001 als Mitglied des Schauspielerensembles für den Young Artist Award nominiert wurde.
Im Fernsehdrama Stürmische Zeiten (2001) spielte Gadon an der Seite von Elizabeth Perkins; in der Komödie Soldat Kelly (2002) war sie neben Hilary Duff zu sehen. In der Komödie Fast Food High (2003) übernahm sie neben Alison Pill eine der Hauptrollen. Von 2006 bis 2007 spielte sie in der Fernsehserie Ruby Gloom die Titelrolle. Sie spielte auch eine Nebenrolle in der Fernsehserie Mensch, Derek!. 2011 agierte sie unter anderem mit Viggo Mortensen und Keira Knightley in dem Film A Dangerous Method, in dem es um Carl Gustav Jung geht. Für ihre Rolle als Helen Bell im Thriller Enemy wurde sie 2014 als beste Nebendarstellerin mit einem Canadian Screen Award ausgezeichnet.
Im Jahr 2021 wurde sie in die Wettbewerbsjury der 78. Filmfestspiele von Venedig berufen.

## Filmografie (Auswahl)
- 1998: Nikita (La Femme Nikita, Fernsehserie, Folge 2x19)
- 2000: Das zweite Ich (The Other Me)
- 2000: In a Heartbeat (Fernsehserie, 2 Folgen)
- 2002: Mutant X (Fernsehserie, Folge 1x11)
- 2002: Soldat Kelly (Cadet Kelly)
- 2003: My Dad the Rock Star (Fernsehserie, 3 Folgen, Stimme als Alyssa)
- 2005: Mensch, Derek! (Life with Derek, Fernsehserie, Folge 1x06)
- 2006–2007: Ruby Gloom (Fernsehserie, 26 Folgen)
- 2007: Charlie Bartlett
- 2007–2009: Friends and Heroes (Fernsehserie, 35 Folgen, Stimme als Portia)
- 2007–2011, 2018: Total Drama Island (Fernsehserie, 47 Folgen, Stimme als Beth)
- 2004: Liebe und Eis 3 (Cutting Edge 3)
- 2008: Flashpoint – Das Spezialkommando (Flashpoint, Fernsehserie, Folge 1x06)
- 2008–2009: The Border (Fernsehserie, 14 Folgen)
- 2009: Aaron Stone (Fernsehserie, Folge 1x09)
- 2009: Being Erica – Alles auf Anfang (Being Erica, Fernsehserie, 5 Folgen)
- 2009–2011: Murdoch Mysteries (Fernsehserie, 4 Folgen)
- 2010: Happy Town (Fernsehserie, 8 Folgen)
- 2011: Die Sehnsucht der Falter (The Moth Diaries)
- 2011: Eine dunkle Begierde (A Dangerous Method)
- 2012: Antiviral
- 2012: Die Tore der Welt (World Without End, Miniserie, 6 Folgen)
- 2012: Cosmopolis
- 2013: Enemy
- 2013: Dido Elizabeth Belle (Belle)
- 2013: The F-Word – Von wegen nur gute Freunde! (The F Word)
- 2014: Operation Nussknacker (The Nut Job, Stimme von Lana)
- 2014: The Amazing Spider-Man 2: Rise of Electro (The Amazing Spider-Man 2)
- 2014: Maps to the Stars
- 2014: Dracula Untold
- 2015: A Royal Night – Ein königliches Vergnügen (A Royal Night Out)
- 2015: The Girl King
- 2016: Empörung (Indignation)
- 2016: Das 9. Leben des Louis Drax (The 9th Life of Louis Drax)
- 2016: 11.22.63 – Der Anschlag (11.22.63, Miniserie, 8 Folgen)
- 2017–2018: Letterkenny (Fernsehserie, 10 Folgen)
- 2017: Alias Grace (Miniserie, 6 Folgen)
- 2018: Octavio Is Dead!
- 2018: Paseo (Kurzfilm)
- 2018: The Great Darkened Days (La grande noirceur)
- 2018: The Death and Life of John F. Donovan
- 2019: American Woman
- 2019: True Detective (Fernsehserie, 7 Folgen)
- 2019: Castle Rock (Fernsehserie, 2 Folgen)
- 2020: Most Dangerous Game (Fernsehserie, 15 Folgen)
- 2020: Vampires vs. the Bronx
- 2020: Black Bear
- 2021: All My Puny Sorrows
- 2022: Corner Office
- 2022: North of Normal
- 2023: Ferrari
- 2023: Seagrass
- 2023: Coup!
- 2024: You Gotta Believe